# Augustiner-Chorfrauen B.M.V.
Die Augustiner-Chorfrauen B.M.V. oder auch Congregatio Beatae Mariae Virginis (Ordenskürzel: CBMV) sind ein römisch-katholischer Frauenorden. Sie sind in Frankreich unter dem Namen Congrégation de Notre-Dame de chanoinesses de Saint Augustin, kurz Congrégation Notre-Dame, bekannt. In Deutschland wurden sie zur Zeit ihrer ersten deutschen Niederlassungen auch als Welschnonnen oder Lotharinger Chorfrauen bezeichnet. Das Generalat des Ordens ist im französischen Fontenay-sous-Bois beheimatet.
In Trier und Mainz werden die erhaltenen Kirchen ihrer 1802 aufgehobenen Klöster heute noch Welschnonnenkirche genannt (siehe Welschnonnenkirche Trier und Welschnonnenkirche Mainz), in Mainz erinnert die Welschnonnengasse an das Kloster.

## Geschichte des Ordens
Alix Le Clerc gründete 1597 mit Hilfe von Pierre Fourier in Mattaincourt (Lothringen) eine neue Gemeinschaft zur Erziehung der weiblichen Jugend. Als zusätzliches viertes Gelübde versprachen die Schwestern, sich um die Erziehung der Mädchen zu kümmern. Die Gemeinschaft gründete im 17. Jahrhundert in Lothringen (Frankreich) mehrere höhere Mädchenschulen. 1603 wurde eine Niederlassung in Nancy gegründet, 1604 eine in Saint-Nicolas-de-Port. 1628 wurde der Orden der Augustiner-Chorfrauen kirchlich anerkannt. Im 17. und 18. Jahrhundert wurden zahlreiche Tochterklöster in Frankreich und Deutschland aufgebaut. Die Häuser waren ursprünglich organisatorisch unabhängig voneinander.
Das erste Kloster in Deutschland entstand 1642 in Münster. 1652 schenkte die Fürstin Anna Salome von Salm-Reifferscheidt, Äbtissin des Stiftes Essen, den Schwestern ein Beginenkloster im Alten Hagen in Essen, sie gründeten dort die noch heute bestehende B.M.V.-Schule. In Mainz entstand 1679 eine Niederlassung, die bis 1802 bestand.
1927 schlossen sich einige der autonomen deutschen Niederlassungen zu einer Föderation zusammen. Weitere Klöster schlossen sich später an. Zu dieser Föderation gehören inzwischen
- Kloster B.M.V. in Essen (seit 1652)
- Kloster Unserer Lieben Frau in Offenburg (seit 1823)
- Michaelskloster in Paderborn (seit 1658)
- Kloster Goldenstein in Elsbethen bei Salzburg (Österreich) (seit 1877)
- Kloster Miasszonyknk Nöi Kanonokrend in Pécs (Ungarn) (seit 1851; geschlossen 2006)
- Kloster Notre-Dame in Bratislava (Slowakei) (seit 1747)

In Deutschland lebten im Jahr 2014 insgesamt 30 Augustiner-Chorfrauen mit Profess. Im Jahr 2021 bestanden in Deutschland drei Niederlassungen der Augustiner-Chorfrauen und zwar in Essen, in Offenburg und in Paderborn.